# Free Walking Tour

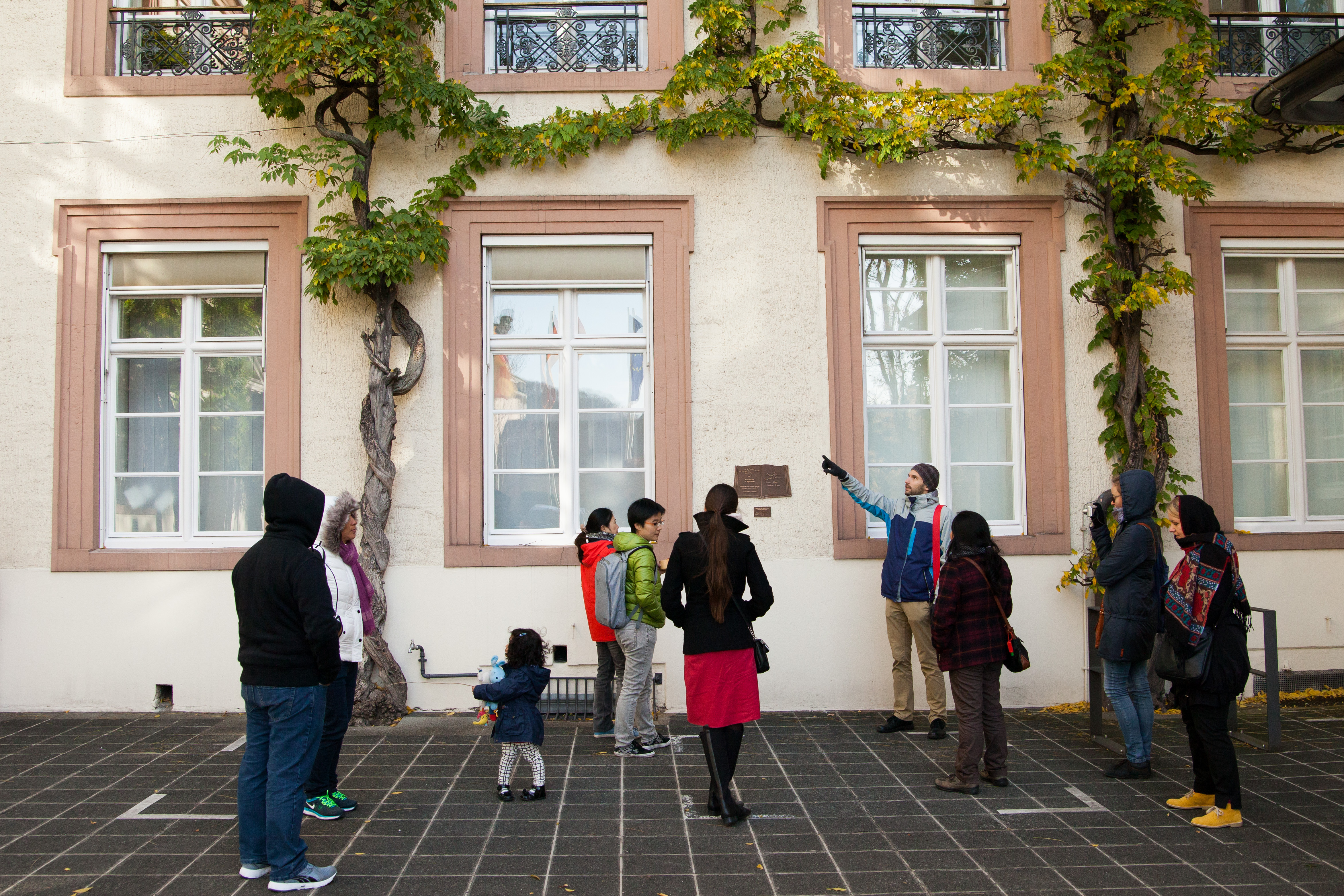
Free Walking Tour in Baden-Baden

Eine Free Walking Tour [fɹiː ˈwɔkɪŋ tɔː(ɹ)] ist ein kostenloser Stadtrundgang mit Führung. Die Teilnehmer bewerten die Arbeit des Fremdenführers durch eine Spende am Ende der Tour. Spenden können das Honorar des Fremdenführers sein (zum Beispiel bei der Moskau Free Tour) oder an die Verwaltungsorganisation übergeben werden (zum Beispiel Free Guided Tours San-Francisco). Der Wunsch, möglichst hohe Spendeneinnahmen zu erzielen, ist die stärkste Motivation für den Fremdenführer. Dies soll die Qualität von Free-Walking-Touren im Vergleich zu klassischen Touren erhöhen, die auf Vorauszahlungsbasis arbeiten. Free-Walking-Touren haben typischerweise einen im Voraus festgelegten Kalenderplan und finden unabhängig sowohl von der Witterung als auch der Anzahl der Teilnehmer statt.

## Begriff
Der englische Begriff „Free Walking Tour“ wird weltweit benutzt, es gibt geringfügige Variationen. Übersetzungen des Begriffs in andere Sprachen sind nicht bekannt (auch nicht im Fall von Führungen, die ausschließlich in einer anderen Sprache als Englisch stattfinden). „Free Walking Tour“ bezeichnet jeweils die Tour selbst, aber auch das Geschäftsmodell und die soziale Bewegung, die das Phänomen unterstützt und verbreitet.

## Geschichte
Die Free Walking Tour wurde im Jahr 2004 in Berlin erfunden. Gegen Ende der 2010er-Jahre verbreitete sich das Konzept. Free-Walking-Touren existierten nach Schätzung des Portals Freetoursnetwork.com im Jahr 2016 in 206 Städten und 75 Ländern rund um die Welt. Die Umsetzung der Idee wird trotz der breiten geografischen Verteilung weitestgehend in ihrer ursprünglichen Form und ohne signifikante Variationen fortgeführt. Logos von Free-Walking-Touren beinhalten oft Abbildungen von Beinen oder Fußspuren.

## Organisationsformen und Zusammenarbeit
Sowohl eigenständige Fremdenführer als auch Kollektive wählen am häufigsten die Rechtsform einer Non-Profit-Organisation oder einer Gesellschaft mit beschränkter Haftung. Große Organisationen haben Führungen in vielen Städten der Welt (zum Beispiel Free Tours by Foot). Kleine Organisationen und unabhängige Fremdenführer von Free-Walking-Touren bilden oft Verbände (zum Beispiel United Europe Free Tours). Die Organisation, die den Verband initiiert hat, übernimmt in der Regel die Management-Funktion (zum Beispiel Free Walk Switzerland für alle Organisationen in der Schweiz). Die Einzelorganisationen sind häufig untereinander vernetzt. In großen Städten wie Krakau, Reykjavík oder St. Petersburg konkurrieren die Organisationen von Free-Walking-Touren nicht nur mit klassischen Führungsveranstaltern und unabhängigen Fremdenführern, sondern auch untereinander. In besonders großen Metropolen wie Berlin, London oder Moskau ist das Angebot an Free-Walking-Touren so groß, dass Fremdenführer untereinander auch innerhalb derselben Organisation konkurrieren. Bei einigen Fremdenführern (zum Beispiel Sandemans New Europe in Berlin) gehören Pausen zur Tour, die in einem Café stattfinden. Der Fremdenführer bekommt in diesem Fall von dem Lokal Speisen und Getränke als Entlohnung für die Kundenwerbung. 

## Kritik
Klassische Führungsveranstalter kritisieren Free-Walking-Touren wegen Preisdumpings sowie wegen der geringen Qualität der Touren. Letztere rühre daher, dass die Fremdenführer der Gratistouren oft keine entsprechenden Qualifikationen hätten.